# Generatie (genealogie)

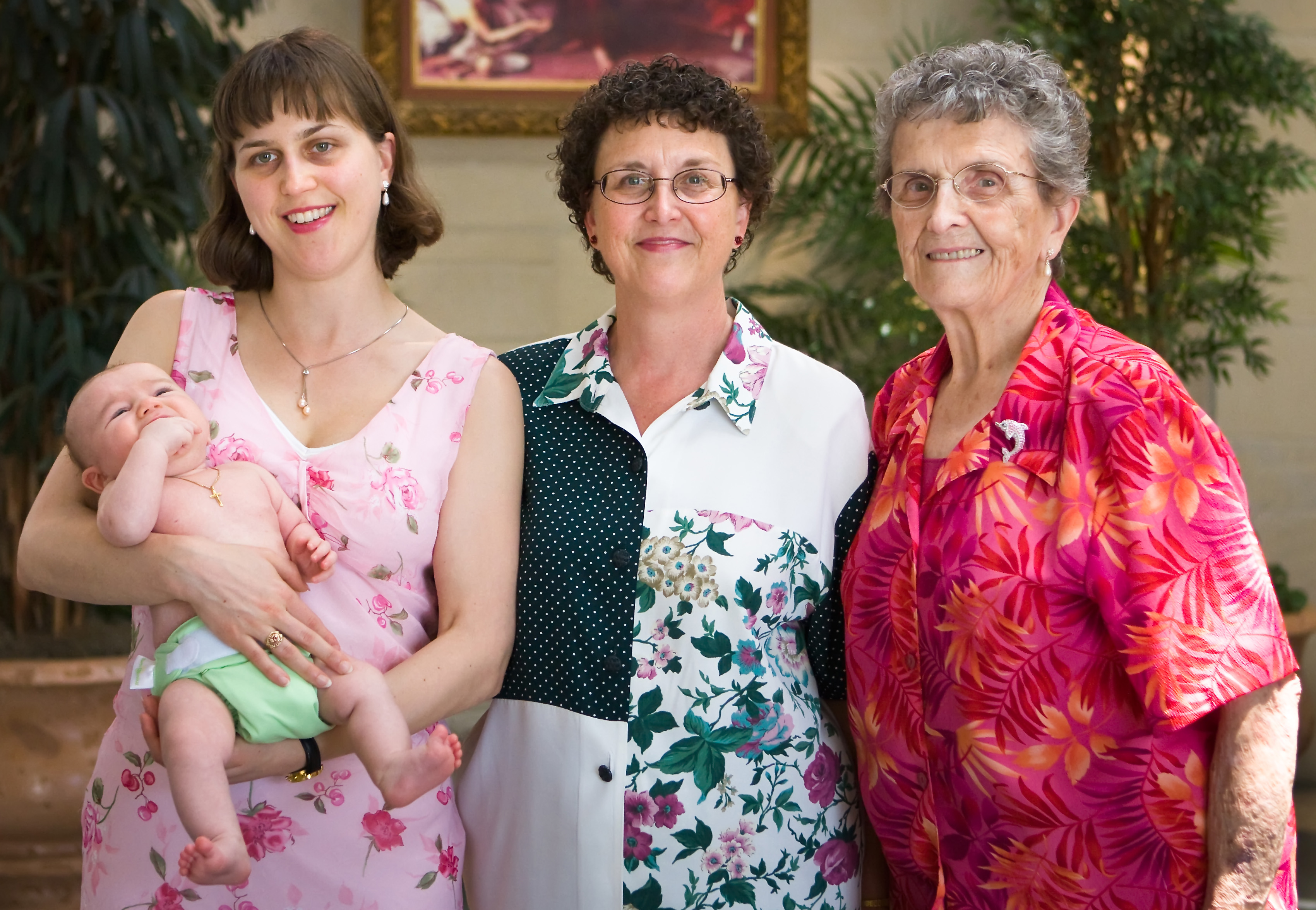
Vier generaties bij elkaar: probandus, moeder, grootmoeder en overgrootmoeder

In de genealogie is een generatie de verzameling van alle individuen die van dezelfde individuen waar dezen van afstammen op dezelfde afstand van deze individuen staan, of van een of meer dezelfde nakomelingen op dezelfde afstand van deze nakomelingen. Zo bevinden broers en/of zusters bij de eerste betekenis zich in dezelfde generatie. Het is mogelijk dat een persoon met dier oom een kind krijgt; hierbij is het duidelijk dat de ouders van dat kind niet bij beide betekenissen in dezelfde generatie behoren.
De gemeenschappelijke voorouder zelf kan als eerste generatie beschouwd worden, zijn kinderen zijn generatie twee, zijn kleinkinderen generatie drie, zijn achterkleinkinderen generatie vier, enzovoorts. Bij de meeste mensen is tijdens de geboorte wel een of meerdere grootouders in leven. Soms komt het voor dat de overgrootouders nog in leven zijn. Meer dan vier generaties is zeldzaam. Individuen in een genealogische generatie hoeven, in tegenstelling tot die in maatschappelijke generaties, niet per se dezelfde ouderdom te hebben of zelfs tegelijkertijd te leven, zeker als het aantal generaties vanaf de gemeenschappelijke voorouder hoog is.
Het verschil tussen de gemiddelde geboortedatum van individuen van een generatie en die van de volgende generatie is in de Lage Landen ongeveer 35 jaar.